# Colette Bourgonje

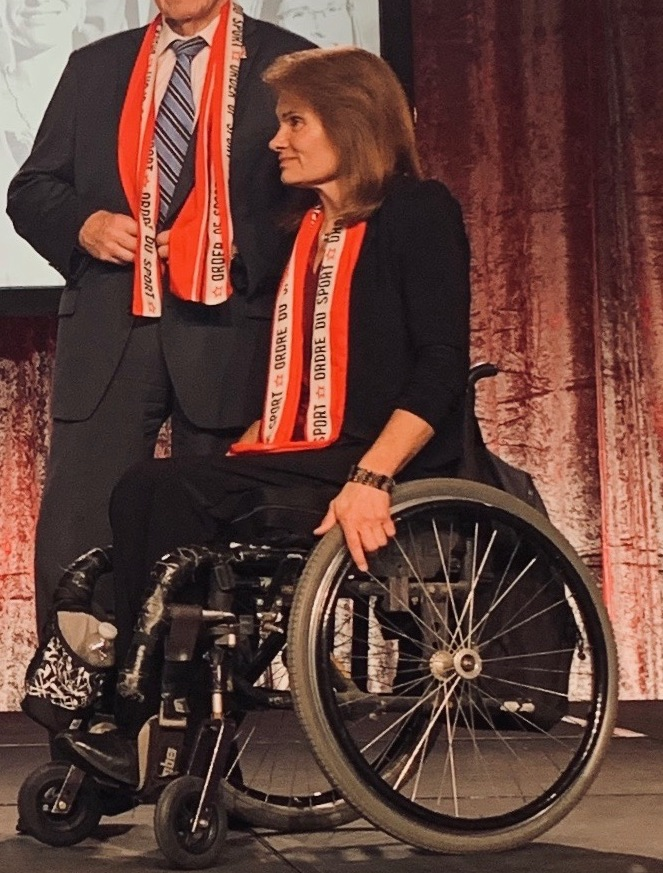
Colette Bourgonje, 2019

Colette Bourgonje, född 17 januari 1962 i Porcupine Plain, Kanada,, är en kanadensisk längdåkare och friidrottare. Hon härstammar på mödernet från den ursprungsamerikanska folkgruppen métiser.
Bourgonje är idrottslärare på deltid och är bosatt i Prince Albert. För att hedra Bourgonje har en grundskola och en gata fått sitt namn efter henne i Saskatoon. Hon blev invald i Kanadas Sports Hall of Fame 2019, och 2021 blev hon invald i Saskatchewan Sports Hall of Fame.

## Olyckan, studierna
På våren 1980 blev Bourgonje svårt skadad vid en bilolycka i närheten av sin hemstad Porcupine Plain. På hösten samma år blev hon den första funktionshindrade studenten som skrev in sig vid University of Saskatchewans College of Physical Education. Fyra år senare blev hon den första rörelsehindrade studenten som avlade en examen vid detta universitet. Hon var också den första funktionshindrade studenten som avlade examen vid programmet för idrott och hälsa och hon var dessutom den första kvinnliga studenten i rullstol att avlägga examen vid ett kanadensiskt universitet. Bourgonje avlade senare graden Bachelor of Education vid University of Saskatchewan.

## Paralympisk karriär
Bourgonje gjorde sin paralympiska debut i Paralympiska vinterspelen 1992 i Albertville. Hon blev den första kanadensiska kvinna som tävlade vid både Paralympiska sommarspelen och Paralympiska vinterspelen. Vid sommarspelen i Barcelona vann hon två bronsmedaljer i rullstolslopp.
Även i Paralympiska sommarspelen 1996 i Atlanta tog hon två bronsmedaljer i rullstolslopp. Paralympiska vinterspelen 1998 i Nagano erhöll hon två silvermedaljer. I Paralympiska vinterspelen 2010 i Vancouver erövrade Bourgonje en silvermedalj i damernas sittande 10 km längdåkningslopp, vilket var Kanadas allra första paralympiska medalj.
I Paralympiska vinterspelen 2014 i Sotji kom hon på plats 13 i damernas sittande, 12 kilometer. I damernas sprint qulification kom hon på plats 16 och i damernas sittande  5 kilometer kom hon på plats 13.

## Priser och utmärkelser
1996 fick genombrottspriset som delas ut av Canadian Association for the Advancement of Women and Sport and Physical Activity (CAAWS).
1998 blev Bourgonje invald i Saskatchewan Sports Hall of Fame.
Vid Olympiska vinterspelen 2010 fick hon Whang Youn Dai Achievement Award, som delas ut till en manlig och kvinnlig idrottare med funktionshinder, för att ha övervunnit motgångar.
2010 valdes Bourgonje in i Canadian Disability Hall of Fame.
2019 blev hon invald i Kanadas Sports Hall of Fame.
2021 blev hon invald i Saskatchewan Sports Hall of Fame.